# UCoz
O uCoz é um sistema de hospedagem grátis com gerenciamento de conteúdo. Os módulos CMS da uCoz podem ser usados em combinações, para construir um website completo; ou separadamente, por exemplo, como plataforma de blog, fórum, etc. A uCoz está em 13º lugar entre os usuários de língua russa, segundo a Alexa Internet.

## História
Inicialmente, a base do desenvolvimento do serviço foi formada pela experiência combinada de vários desenvolvedores, que consistiu em trabalhos anteriores sobre os serviços, tais como pesquisa e guestbooks livres, bem como scripts CMS profissionais (WoCatalog Pro). Depois de quase um ano de desenvolvimento, em 29 de outubro de 2005, o mundo viu a versão em russo do sistema. Em junho de 2007, a versão em inglês foi oficialmente apresentada e, em agosto, em alemão. Na uCoz, atualmente, também está disponível a versão em espanhol, francês, árabe, húngaro e sueco; e parcialmente em letão, ucraniano e georgiano.

## Principais características
- A escolha de 246 modelos disponíveis para a criação do site;
- A possibilidade de criar seu próprio modelo (template), alterar e configurar qualquer modelo, ou comprar um exclusivo;
- Quando o usuário se registra, são inicialmente atribuídos 400 megabytes de espaço em disco. Esse espaço aumenta o espaço com o número de visitantes e o tempo do site; e caso o usuário queira fazer o upload de arquivos grandes, é possível a vinculação de uma conta do DepositFiles;
- Disponibilidade de 20 domínios, para registro de subdomínios (exemplo.ucoz.com.br, exemplo.ucoz.com, etc.);
- Capacidade de anexar o próprio domínio (exemplo.com.br);
- Criação/edição ilimitada de registros MX, e de criar subdomínios após o anexo do domínio;
- Acesso ao FTP;
- Editor online WYSIWYG;
- Possibilidade da edição do layout do site no Modo Visual;
- Versão do site para dispositivos móveis (PDA);
- Backup;
- Importação e exportação de RSS;
- Acesso rápido aos sites do sistema - uID.me (antigo uNet).

## Módulos
A plataforma inclui módulos CMS que podem ser usados para criar um site totalmente personalizado; e alguns módulos podem ser usados separadamente para criar um blog ou um fórum, por exemplo.
- Usuários: Cadastro de usuários, que podem ser separados por grupos; e limitação de acesso a conteúdos e ações no site;
- Editor de páginas: Onde é possível adicionar/editar páginas soltas pelo Editor Visual, HTML e BB Codes;
- Notícias: Módulo específico para notícias;
- Fórum: Módulo para debate e discursões;
- Editor de conteúdo: Módulo para publicações de notas e conteúdos;
- Arquivos: Módulo para disponibilização de arquivos para baixar;
- Catálogo de sites: Módulo que permite criar um catálogo de outros sites;
- Anúncios: Módulo para publicação de anúncios;
- Blog: Módulo para criação de um blog (diário virtual);
- Fotos: Módulo que permite criar álbuns para postagens de fotos;
- Jogos online: Módulo que já vem com 298 jogos online já instalados, entre eles para jogar online, baixar e redirecionar para o site do jogo;
- Livro de visitas: Módulo em que os visitantes do seu site podem registrar uma visita a este deixando um comentário;
- Perguntas frequentes: Módulo mais conhecido como FAQ, onde encontra-se perguntas frequentes com suas respectivas respostas;
- Pesquisar no site: Módulo de busca interna no site;
- Testes: Módulo para provas de simulação online, onde o usuário tem a média e o total de respostas certas e erradas;
- Bate-papo: Módulo para usuários conversarem entre si;
- Formulário de e-mail: Módulo que permite criar formulários de contato com anexo; e é enviado ao e-mail do administrador para resposta;
- Enquetes: Módulo para criação de enquetes com resposta única ou múltiplas;
- Estatísticas: Módulo que calcula o tráfego do site, como acessos, redirecionamento, países, navegadores, etc.;
- Loja virtual: Módulo de comércio online;
- Vídeos: Módulo que permite criar um canal de vídeos no site.

Todos os módulos são gratuitos, com exceção da Loja virtual.  

## Particularidades
Sendo um sistema SaaS, a uCoz tem um código-fonte fechado, com indisponibilidade de manejo de scripts do lado servidor e bancos de dados (tudo isso é possível dentro do conceito da Web 3.0 PaaS), que é equilibrado por muitos recursos do sistema.

## Prêmios
- Open Web Awards 2009 - Vencedor na indicação de Melhor Site para editores.[1]
- Runet Prize 2008 - 3° lugar no People's Top 10.[2]
- Runet Prize 2009 - Tecnologias e Inovações.[3]
- Content Management Award Winners 2009.
- Web Host Directory September 2008 - O melhor para comércio eletrônico.